# Tống Thành công
Tống Thành công (chữ Hán: 宋成公, trị vì 637 TCN-620 TCN), tên thật là Tử Vương Thần (子王臣), là vị vua thứ 21 của nước Tống - chư hầu nhà Chu trong lịch sử Trung Quốc.
Tử Vương Thần là con của Tống Tương công, vua thứ 20 của nước Tống. Mẹ ông là Vương cơ – em vua Chu Tương vương. Năm 637 TCN, Tống Tương công qua đời, Vương Thần lên ngôi, tức là Tống Thành công.

## Quan hệ với chư hầu
Sau khi Tống Thành công lên ngôi, Tống Thành công không chịu theo Sở mà hòa hiếu với nước Tấn đang lớn mạnh. Năm 635 TCN, Sở Thành vương sai Lệnh doãn là Thành Đắc Thần và công tử Tử Tây mang quân đánh Tống, vây hãm đất Mân. Sang năm 634 TCN, vua Sở huy động thêm các nước Trịnh, Sái, Trần cùng hợp binh đánh Tống.
Tống Thành công sai Công Tôn Cố sang cầu viện nước Tấn. Đầu năm 632 TCN, Tấn Văn công đánh nước Tào và Vệ là chư hầu của Sở, bắt Tào Cung công và khiến Vệ Thành công phải chạy.
Tấn Văn công theo kế của Tiên Chẩn, bắt nước Tào và nước Vệ cắt đất cho nước Tống khiến Sở Thành vương phải giải vây Tống sang cứu Tào và Vệ. Quả nhiên Sở Thành vương rút quân khỏi nước Tống. Tướng Sở là Thành Đắc Thần giao chiến với Tấn Văn công bị đại bại. Nước Tấn trở thành bá chủ chư hầu. Tống Thành công dự hội chư hầu cho Tấn Văn công làm chủ.
Mùa đông năm 631 TCN, Tống Thành công đến hội chư hầu cùng Tấn Văn công ở đất ở Hà Dương. Chu Tương vương cũng bị vua Tấn triệu kiến đến Hà Dương, phong vua Tấn làm bá chủ.
Tháng 6 năm 625 TCN, Tống Thành công hội thề cùng Tấn Tương công ở đất Thuỳ Lăng rồi cùng với Tấn Tương công và quân nước Trịnh, Trần đem quân đánh nước Tần, chiếm được đất Uông. Năm sau, liên quân có thêm quân Lỗ họp, cùng đánh nước Thẩm là chư hầu của Sở, đánh bại quân Thẩm.

## Qua đời
Năm 620 TCN, Tống Thành công qua đời. Ông ở ngôi tất cả 17 năm. Em ông là Tử Ngữ giết chết thế tử cùng Tư mã Công tôn Cố, tự lập làm vua.